# Moreton (Dorset)
Moreton – wieś w Anglii, w hrabstwie Dorset, w dystrykcie (unitary authority) Dorset. Leży 11 km na wschód od miasta Dorchester i 175 km na południowy zachód od Londynu. W 2001 miejscowość liczyła 270 mieszkańców.
Z miejscowością związany był T.E. Lawrence, znany jako Lawrence z Arabii. Po I wojnie światowej zamieszkiwał on w pobliskiej posiadłości Clouds Hill, a po śmierci w 1935 został pochowany w Moreton na cmentarzu przykościelnym.